# تورک، استان پدلاسکی
ترک، استان پدلاسکی (به لاتین: Turek, Podlaskie Voivodeship) یک منطقهٔ مسکونی در لهستان است که در Gmina Poświętne, Podlaskie Voivodeship واقع شده‌است.